# Gramática descriptiva
La gramática descriptiva señala qué lenguas presentan una estructura similar, describiendo cómo están organizadas las unidades mínimas que constituyen las palabras (morfemas) y las que forman las oraciones (constituyentes). Parte de hechos, y trata de proporcionar la explicación más exacta acerca del objeto previamente delimitado.
El tratamiento del lenguaje como objeto de estudio en la gramática descriptiva es opuesto al de la gramática prescriptiva. Mientras la primera exclusivamente describe fenómenos del lenguaje, la segunda establece normas según las cuales determinados usos de lenguaje son considerados correctos y otros incorrectos.

## Historia
Las primeras gramáticas descriptivas se basaban ampliamente en el modelo del latín o del griego, y trataban de describir aún las modernas lenguas romances o las lenguas indígenas de América mediante las categorías gramaticales presentes en esas lenguas clásicas. Entre los siglos XVI y XVII, se publicaron gramáticas descriptivas de este tipo para un gran número de lenguas europeas modernas. Sorpresivamente las necesidades de la evangelización en América llevaron a que muy pronto hubiera gramáticas descriptivas de las lenguas indígenas americanas, a veces incluso antes que algunas de las principales lenguas europeas:
| lengua          | año  | autor                  |
| --------------- | ---- | ---------------------- |
| quechua         | 1560 | Domingo de Santo Tomás |
| quechua         | 1607 | Diego González Holguín |
| aimara          | 1603 | Ludovico Bertonio      |
| mapuche         | 1606 | Luis de Valdivia       |
| allentiac       | 1607 | Luis de Valdivia       |
| millcayac       | 1607 | Luis de Valdivia       |
| chibcha         | 1619 | Bernardo de Lugo       |
| mochica         | 1644 | Fernando de la Carrera |
| morocosi (mojo) | 1699 | jesuita anónimo        |